# Richard Krajicek
Richard Peter Stanislav Krajicek ( Rotterdam, 6 de dezembro de 1971) é um ex-tenista profissional neerlandês. Em 1996 venceu o torneio de Wimbledon em simples. 
Desde 2004 ele é o diretor do torneio de tênis ABN AMRO Open em Rotterdam. Krajicek também é autor de diversos livros sobre esporte. Sua meia-irmã Michaëlla Krajicek também é tenista profissional.

## Grand Slam finais

### Simples: 1 (1–0)
| Resultado | Ano  | Campeonato | Piso  | Oponente           | Placar        |
| Campeão   | 1996 | Wimbledon  | Grama | MaliVai Washington | 6–3, 6–4, 6–3 |

## Masters Series finais

### Simples: 6 (2–4)
| Resultado | Ano  | Campeonato       | Piso    | Oponente           | Placar             |
| --------- | ---- | ---------------- | ------- | ------------------ | ------------------ |
| Vice      | 1996 | Rome             | Saibro  | Thomas Muster      | 2–6, 4–6, 6–3, 3–6 |
| Vice      | 1997 | Stuttgart        | Carpete | Petr Korda         | 6–7(6–8), 2–6, 4–6 |
| Vice      | 1998 | Canada (Toronto) | Duro    | Patrick Rafter     | 6–7(3–7), 4–6      |
| Campeão   | 1998 | Stuttgart        | Carpete | Yevgeny Kafelnikov | 6–4, 6–3, 6–3      |
| Campeão   | 1999 | Key Biscayne     | Duro    | Sébastien Grosjean | 4–6, 6–1, 6–2, 7–5 |
| Vice      | 1999 | Stuttgart        | Carpete | Thomas Enqvist     | 1–6, 4–6, 7–5, 5–7 |